# Classe 1999 II - Il supplente
Classe 1999 II - Il supplente (Class of 1999 II: The Substitute) è un film del 1994 diretto da Spiro Razatos. È il sequel del film cult del 1990 Classe 1999 diretto da Mark L. Lester

## Trama
John Bolen è il nuovo insegnante supplente in una scuola superiore a Bend, Oregon. Dopo aver visto i punk abbandonare le lezioni, li affronta. Quando il punk principale estrae un coltello, John usa le arti marziali per eliminare gli studenti. Il preside minaccia di far licenziare John per le sue azioni quella mattina, ma John lo uccide rompendogli il collo. Nel frattempo, i punk aspettano in macchina la fine della scuola per affrontare John. John prende il sopravvento incatenando le porte in modo che non possano scappare e lancia una granata nell'auto, facendola esplodere. Successivamente, John è nella sua macchina e sta cenando, quando vede una pubblicità per un museo militare a Monroeville, in California. A Monroeville, l'insegnante Jenna McKenzie viene criticata dall'amministrazione scolastica perché ha visto il leader della banda Sanders puntare una pistola contro uno studente. Sanders molesta ripetutamente Jenna inducendola a non testimoniare contro di lui in tribunale. Tuttavia, il fidanzato di Jenna, Emmett Grazer, tende ad essere lì per scacciare Sanders, con grande dispiacere di Jenna, che sente di non aver bisogno di protezione costante.
Arrivando a insegnare nella sua classe, John trova problemi sotto forma dello studente ribelle Tiller. Quando un compagno di studi lascia cadere un libro, John cade a terra e inizia a sentire degli spari nella sua testa. Trova che il libro è di Tiller e lo manda nell'ufficio del preside. Tiller va sul tetto della scuola per prendere una dose di droga "edge". John si presenta e lancia Tiller dal tetto. Tiller tenta di aggrapparsi al pennone, ma le sue mani scivolano e muore. Il giorno dopo, Jenna esce a fare jogging. Sanders e alcuni dei suoi scagnozzi iniziano quindi a molestarla di nuovo. Quando Sanders lascia i suoi ragazzi per attaccare Jenna, John si presenta e la salva. Mentre raccoglie il rapporto di Jenna, lo sceriffo Tom Yost nota che John sfoggia un tatuaggio delle forze speciali. Quando Tom chiede a John informazioni sul suo passato militare, John se ne va.
Emmett è responsabile del piccolo museo militare e, in qualità di esperto militare, sta organizzando una gara di paintball tra gli studenti. John inizia a mostrare interesse per l'equipaggiamento militare di Emmett ma è ancora riluttante a rivelare chi è veramente. Nel frattempo, un uomo di nome GD Ash sta riferendo sugli incidenti accaduti alla Kennedy High School due anni prima che coinvolgevano istruttori androidi che malfunzionavano e uccidevano gli studenti. John insegna a Jenna le tattiche e le citazioni militari. Per assicurarsi che Jenna sia al sicuro, John dà la caccia a un membro della banda di Sanders e usa le arti marziali prima di incatenarlo a un muro e dargli fuoco. Il giorno della gara di paintball, John dichiara guerra a tutti e prende di mira anche Emmett e Jenna. Uccide gli studenti problematici e quando Jenna viene nuovamente affrontata da Sanders, John arriva di nuovo, ma questa volta per uccidere Sanders e la sua banda.
Jenna affronta John, che rivela di essere un androide militare quando arriva GD Ash: l'uomo riferisce che John non è un androide ma il figlio del dottor Bob Forrest, il creatore degli insegnanti androidi assassini. John ha prestato servizio nelle forze speciali e ha sofferto di disturbo da stress post traumatico al punto da credere davvero di essere un androide. John in realtà indossa una nuova marca di giubbotti antiproiettile, che lo rendono impermeabile a proiettili e lame. Ash viene poi ucciso da John. Quando John e Jenna finiscono nel bunker militare di Emmett, John intende uccidere se stesso e Jenna piazzando una bomba. Tuttavia, Emmett riesce a salvare e lui e Jenna scappano. John, tuttavia, arriva e spara a Emmett. Jenna spara a John alla testa facendolo ricadere nel bunker e morire. Jenna copre Emmett e gli dichiara il suo amore mentre il bunker esplode.
Due giorni dopo, Jenna si sta preparando per la scuola e mentre è al telefono con Emmett, apre la maglietta per rivelare che indossa un giubbotto antiproiettile, grazie al fatto che Emmett ha una copia dell'armatura nel suo museo. Jenna dice qualcosa che John una volta disse sulla preparazione alla battaglia mentre si prepara a iniziare la sua giornata.